# Knowlton (Wisconsin)
Knowlton – miasto w Stanach Zjednoczonych, w stanie Wisconsin, w hrabstwie Marathon.